# Partido Demócrata Europeo
El Partido Demócrata Europeo (PDE; en inglés European Democratic Party, abreviado EDP) es un partido político europeo centrista y fuertemente europeísta, uno de los máximos exponentes del federalismo europeo. Tiene representación en el Parlamento Europeo dentro del grupo Renovar Europa.

## Historia

### Primeras reuniones
El PDE fue creado el 14 de abril de 2004 por François Bayrou y Francesco Rutelli (que son los 2 copresidentes) y fundado oficialmente el 9 de diciembre de 2004 en Bruselas bajo la presidencia de honor de Romano Prodi.
Diez partidos políticos de diferentes zonas de Europa se reunieron
el 9 de mayo de 2004 en la sede de la UDF en París para celebrar el Día de Europa y para sentar las bases para la creación de un nuevo partido político europeo de tendencia federalista. Estos partidos eran de centro-derecha y de centro-izquierda y de zonas como Italia, Letonia, la República Checa, Polonia, Bélgica y España.
Algunos de los interventores que habían participado en la creación del Partido Popular Europeo, que reúne a los partidos demócrata cristianos y conservadores en el Parlamento Europeo, lamentaron que este haya aceptado en su formación a corrientes soberanistas y nacionalistas (fundado en 1976, recogía la creación de una federación europea, referencias que fueron eliminadas en 2001, a propuesta de Jacques Chirac).
Declaró el presidente de la UDF, François Bayrou:

Falta una gran corriente política que no sea ni conservadora ni socialista y que lleve el ideal europeo (...) Es el gran movimiento político demócrata que decidimos construir juntos (...) Se trataría de un gran partido demócrata, que quiera la unión bajo el control y con la participación de los ciudadanos.

Por su parte, el catalán Josep Antoni Duran i Lleida, presidente de la Unió Democràtica de Catalunya (partido integrante de la coalición Convergència i Unió), subrayó que 

El problema de Europa para avanzar hacia una Europa federal estaba, a día de hoy, en que no tenemos un partido europeísta (...) (se declaró partidario de una) gran fuerza central o centrista, europeísta y profundamente social.

### La concreción de la idea
Ya en 2007, sucedieron varios acontecimientos importantes para la creación de un Partido Demócrata Europeo fuerte con verdadera presencia institucional, creándose organizaciones políticas de ámbito nacional de la misma ideología que el demócrata, así como de declaraciones apoyando al partido.

#### En Francia
En Francia, tras el relativo éxito del candidato centrista a las presidenciales de 2007, François Bayrou, que obtuvo el 18,57% de los votos (triplicando los resultados de las anteriores), decidió crear un nuevo partido político francés, el Movimiento Demócrata (que en un principio iba a ser llamado Partido Demócrata). Este partido engloba a la Unión para la Democracia Francesa, y es apoyado por diferentes organizaciones francesas.

#### En Italia
En Italia, también en la primavera de 2007, los dos principales partidos gubernamentales, el socialdemócrata Demócratas de Izquierda y el centrista La Margarita (de Francesco Rutelli, fundador también del PDE) deciden unirse en un solo partido, llamado Partido Demócrata, el congreso fundacional del cual fue realizado el 14 de octubre del mismo año. En este congreso más de 3.000.000 de italianos votaron para escoger al líder de la formación, puesto que desempeña Walter Veltroni (alcalde de Roma) ya que se hizo con un 75% de los votos.

#### En España
En España, el expresidente de la Generalidad de Cataluña, Pasqual Maragall, abandonó la militancia en el Partit dels Socialistes de Catalunya en 2007 y anunció que se dedicará en exclusivo a la creación del Partido Demócrata Europeo, mediante el Partit Català d'Europa.
También Maragall se ha declarado a favor de una Europa unida políticamente, considerándola una gran patria, diciendo:

El federalismo ha sido y es desde hace un siglo la única solución a los problemas de formato político en España y en Europa. (...) Ahora toca Europa. Es nuestra nueva gran patria. Los italianos lo han visto los primeros. Tanto los políticos como los empresarios (véanse las fusiones Abertis-Autostrade, que promueve Salvador Alemany, y la de Endesa-Enel). Y nosotros tenemos que acompañarlos. Confío en que Prodi y Zapatero, no sin dificultades, lo conseguirán por este camino. (...) Tenemos que estar dispuestos a ayudar al avance en estos procesos. Personalmente, acompañaré, y no en solitario, el intento italiano de crear el Partido Demócrata Europeo (PDE). Son muchos los ciudadanos que me dicen que están de acuerdo en este camino. (...)Insisto, ahora toca Europa. Por esta razón, estuve en Roma hace seis meses en el nacimiento del PDE. Ahora los socialista europeos y Prodi, Rutelli y Bayrou están tratando de ponerse de acuerdo. También Josu Jon Imaz participa en el proyecto. Y el lehendakari Ibarretxe (...) también apoya el proceso. Es cierto que las dificultades que encontrará la vía abierta hacia el Partido Demócrata son aún importantes. (Raimon Obiols ha escrito una pieza extensa sobre el tema.) Y miren con qué rapidez ha reaccionado la derecha europea de Merkel y Sarkozy. Pongámonos manos a la obra. Lo conseguiremos.

El expresidente ha celebrado reuniones con dirigentes de Convergència i Unió con el propósito de transladarles la idea del ingreso de la federación nacionalista en el Partido Demócrata Europeo, la idea fue acogida positivamente por el partido, aunque no ven inmediato su ingreso. Lo mismo hizo con su antiguo partido político, el PSC, que negó rotundamente dejar el Partido Socialista Europeo por el Demócrata.

## Financiación
Como partido político europeo registrado, el partido tiene derecho a financiación pública europea, que ha recibido ininterrumpidamente desde 2004.
A continuación se muestra la evolución de la financiación pública europea recibida por el partido.
Importe (€)Financiación pública europea de los partidos políticos europeos0200.000400.000600.000800.0001.000.0001.200.0001.400.0002004200720102013201620192022Importes máximos de financiación públicaImportes de financiación pública efectivamente recibidos
De acuerdo con el Reglamento sobre los partidos políticos europeos y las fundaciones políticas europeas, el partido también recauda fondos privados para cofinanciar sus actividades. En 2025, los partidos europeos deben recaudar al menos el 10% de sus gastos reembolsables de fuentes privadas, mientras que el resto puede cubrirse con fondos públicos europeos.
A continuación se muestra la evolución de las contribuciones y donaciones recibidas por el partido.
Importe (€)Contribuciones recaudadas por los partidos políticos europeos030.00060.00090.000120.000150.000180.00020042008201220162020PDE
Importe (€)Donaciones recaudadas por los partidos políticos europeos030006000900012.00015.00020042008201220162020PDE

## Miembros

### Partidos políticos

#### Miembros plenos
Son los partidos políticos Nacionales que son miembros del PDE:
| País            | Partido                                           | Eurodiputados          | Dip.Nacionales                                            |
| --------------- | ------------------------------------------------- | ---------------------- | --------------------------------------------------------- |
| Alemania        | Electores Libres                                  | 3/96                   | 0/709(Bundestag)2/69(Bundesrat)                           |
| Chipre          | Alianza de Ciudadanos (Afiliado)                  | 0/6                    | 1/56                                                      |
| Bélgica         | Les Engagés                                       | 1/8                    | 14/150                                                    |
| Croacia         | Partido Popular - Los Reformistas                 | 0/12                   | 1/151                                                     |
| Eslovenia       | Partido Democrático de los Pensionistas Eslovenos | 0/8                    | 0/90                                                      |
| España          | Coalición Canaria                                 | 0/59                   | 1/350(Congreso de los Diputados)1/265(Senado)             |
| España          | Compromiso por Galicia                            | 0/59                   | 0/350(Congreso de los Diputados)0/265(Senado)             |
| España          | Partido Nacionalista Vasco                        | 1/59                   | 6/350(Congreso de los Diputados)10/265(Senado)            |
| Francia         | Partido Nacionalista Vasco (EAJ-PNB)              | 0/79                   | 0/577(Asamblea Nacional)0/348(Senado)                     |
| Francia         | Movimiento Demócrata                              | 4/79                   | 50/577(Asamblea Nacional)5/348(Senado)                    |
| Grecia          | Unión de Centristas                               | 0/21                   | 0/300                                                     |
| Hungría         | Nuevo Inicio                                      | 0/21                   | 0/199                                                     |
| Irlanda         | Irlanda Independiente                             | 1/14                   | 4/174                                                     |
| Italia          | Italia Viva                                       | 0/76                   | 29/630(Cámara de Diputados)14/315(Senado de la República) |
| Polonia         | Partido Demócrata                                 | 0/51                   | 0/460                                                     |
| Portugal        | Partido Republicano Demócrata                     | -                      | -                                                         |
| República Checa | Senador 21                                        | 0/21                   | 0/2002/81                                                 |
| Rumania         | Pro Rumania                                       | 0/33                   | 0/330(Cámara de Diputados)0/136(Senado)                   |
| San Marino      | República Futura (observador)                     | No es miembro de la UE | 6/60                                                      |
| Unión Europea   | Jóvenes Demócratas Europeos (Afiliado)            |                        |                                                           |

#### Antiguos miembros
| País            | Partido                                                   | Notas |
| --------------- | --------------------------------------------------------- | --- |
| Chipre          | Partido Europeo                                           | |
| Chipre          | Alianza Ciudadana                                         | |
| Croacia         | Foro Nacional                                             | Se unió el 30 de abril de 2014, pero se disolvió en el 2015 |
| Eslovaquia      | Partido Popular-Movimiento por una Eslovaquia Democrática | Se unió en 2009, pero se disolvió en 2014, sucedido por el Partido de Eslovaquia Democrática |
| Eslovaquia      | Partido de Eslovaquia Democrática                         | Se unió el 30 de abril de 2014 y dejó el grupo en 2019 |
| Eslovaquia      | Partido Democrático Europeo                               | Dejó el grupo en 2019 |
| Eslovaquia      | Alena Bašistová (Independiente)                           | No fue reelegida en 2020 |
| Francia         | Unión de los Demócratas e Independientes                  | Se unió el 30 de abril de 2014, pero dejó el partido y se unió al ALDE el 2 de diciembre de 2016 |
| Italia          | Democracia es Libertad-La Margarita                       | Partido fundador del PDE, se unió al Partido Democrático en 2007 y sus eurodiputados Mario Pirillo, Silvia Costa y Vittorio Prodi se quedaron como miembros hasta 2014, ahora son miembros del PSE. |
| Italia          | Alianza por Italia                                        | Disuelto a finales de 2016 |
| Italia          | Partido Democrático Europeo de Italia                     | Disuelto en 2021 |
| Lituania        | Partido del Trabajo                                       | Dejó el partido y se unió al ALDE en 2012 |
| República Checa | Partido por la Sociedad Abierta                           | |
| República Checa | Camino del cambio                                         | Partido fundador del PDE, disuelto en 2009 |

### Miembros individuales
El partido también cuenta con varios miembros individuales, aunque, como la mayoría de los demás partidos europeos, no ha tratado de desarrollar una afiliación individual masiva. Son los miembros del partido que tienen ellos mismos la membresía al PDE además de la membresía a su partido nacional, el País hace referencia al país con el cual fueron elegidos.
A continuación se muestra la evolución de la afiliación individual al partido desde 2019.
Miembros individualesMiembros individuales de los partidos políticos europeos9121518212427201920202021202220232024PPE
| País    | Nombre                  | Partido Nacional        | Cargo                                   |
| ------- | ----------------------- | ----------------------- | --------------------------------------- |
| Francia | Catherine Chabaud       | Movimiento Demócrata    | Eurodiputada por Francia                |
| Francia | Irène Tolleret          | Territorios de Progreso | Eurodiputada por Francia                |
| Francia | Sandro Gozi             | Italia Viva             | Eurodiputado por Francia                |
| Italia  | Nicola Danti            | Italia Viva             | Eurodiputado por Italia                 |
| Irlanda | Marian Harkin           | Independiente           | Diputada del Dáil Éireann               |
| Bélgica | Marie-Christine Marghem | Movimiento Reformador   | Diputada de la Cámara de Representantes |

## Posiciones políticas
El Partido Demócrata centra sus objetivos en la democratización de las instituciones de la Unión Europea, poniendo a los ciudadanos y no a los tecnócratas en el centro de la vida política europea; la política de asuntos exteriores y de defensa única europea, defendiendo el multilateralismo; la defensa del modelo social europeo (o Estado del bienestar), que garantice el libre comercio pero que también preserve los servicios públicos; gran inversión en la educación y en la investigación y la defensa de las identidades nacionales, regionales y locales promocionando la diversidad cultural y lingüística de Europa.
En el espectro político, encontramos que el Partido Demócrata se encuentra entre el Partido Popular Europeo (a la derecha) y el Partido Socialista Europeo (a la izquierda); comparte puntos con el Partido Europeo de los Liberales, Demócratas y Reformistas, junto con el que forma su grupo, Renovar Europa, en el Parlamento Europeo, el tercero con mayor número de Eurodiputados.

## Diputados
En las elecciones al Parlamento Europeo (2004), este partido, dentro de la coalición ALDE (Alianza de los Liberales y Demócratas Europeos, con Partido Europeo Liberal Demócrata Reformista) obtuvo el 3,8% de los votos, es decir, 5.879.740 votos; esto comportó la obtención de 25 eurodiputados.
| Partido (circunscripción)      | MPE                                         |
| ------------------------------ | ------------------------------------------- |
| PNV (España)                   | Izaskun Bilbao                              |
| Movimiento Demócrata (Francia) | Sylvie Brunet (presidenta de la delegación) |
| Movimiento Demócrata (Francia) | Catherine Chabaud                           |
| Movimiento Demócrata (Francia) | Laurence Farreng                            |
| Movimiento Demócrata (Francia) | Christophe Grudler                          |
| Movimiento Demócrata (Francia) | Marie-Pierre Vedrenne                       |
| - (Francia)                    | Sandro Gozi                                 |
| Electores Libres (Alemania)    | Ulrike Müller (presidenta de la delegación) |
| Electores Libres (Alemania)    | Engin Eroglu                                |
| Pro Romania (Rumania)          | Corina Crețu                                |
| - (Italia)                     | Nicola Danti                                |

## Instituciones europeas
| Organización      | Institución                                                | Representantes |
| ----------------- | ---------------------------------------------------------- | -------------- |
| Unión Europea     | Parlamento Europeo                                         | 10/720         |
| Unión Europea     | Comisión Europea                                           | 0/27           |
| Unión Europea     | Consejo Europeo (jefes de Gobierno)                        | 0/27           |
| Unión Europea     | Consejo de la Unión Europea (participación en el Gobierno) |                |
| Unión Europea     | Comité Europeo de las Regiones                             | 11/329         |
| Consejo de Europa | Asamblea Parlamentaria del Consejo de Europa               |                |